# San Martino (Genova)
San Martino d'Albaro (San Martin d'Arbâ in genovese), o più semplicemente San Martino, è un quartiere residenziale di 14 281 abitanti del comune di Genova, compreso nel Municipio VIII Medio Levante.
Comune autonomo fino al 1873, quando insieme ad altri cinque comuni della bassa val Bisagno fu inglobato nel comune di Genova, prima espansione di quella che nel 1926 sarebbe divenuta la Grande Genova; dopo l'annessione alla città ha conosciuto un'intensa urbanizzazione, trasformandosi in un quartiere residenziale, conosciuto per il grande complesso ospedaliero, il principale nosocomio genovese.

## Geografia fisica
L'ex circoscrizione di San Martino, estesa per 1,84 km², comprende la parte a monte della valle del rio Noce, affluente di sinistra del Bisagno (oggi interamente coperto), estesa tra il versante settentrionale della collina di Albaro, che separa la val Bisagno dalla valle Sturla, e il colle di Santa Tecla.
Comprende le unità urbanistiche San Martino e Chiappeto, che insieme hanno una popolazione di 14 281 abitanti (dato aggiornato al 31 dicembre 2022).

### Territorio
San Martino confina a levante con Borgoratti e San Desiderio, unità urbanistiche della ex circoscrizione "Valle Sturla", a nord con San Fruttuoso e Quezzi, a ponente ancora con San Fruttuoso, a sud con Albaro e Sturla.
Prima di essere accorpato a Genova nel 1873 era un piccolo comune rurale, formato da pochi agglomerati di case circondati da campi coltivati; dopo l'annessione a Genova, tutta l'area, come quelle dei contigui ex comuni della bassa val Bisagno (Foce, San Fruttuoso, San Francesco d'Albaro e Marassi), ha visto una forte espansione urbanistica e demografica, ed è ora un quartiere residenziale.
Del vecchio borgo, del quale l'intensa urbanizzazione ha stravolto l'originario carattere rurale, restano poche case attorno alla chiesa di San Martino d'Albaro.
San Martino ospita nel suo territorio il principale ospedale genovese, l'ospedale San Martino, ed è anche sede della Scuola di Scienze Mediche e Farmaceutiche e di quella di Scienze Matematiche, Fisiche e Naturali dell'Università degli Studi di Genova.
Nell'area del quartiere si trova inoltre lo stadio Giacomo Carlini - Marco Bollesan, il secondo di Genova dopo il Luigi Ferraris di Marassi, con una capienza di 5.700 spettatori e usato dal CUS Genova Rugby.

## Origini del nome
Il quartiere prende il nome dalla chiesa di San Martino d'Albaro, al centro del nucleo storico del paese, di origini antichissime ma ricostruita nel XVII secolo.

## Storia

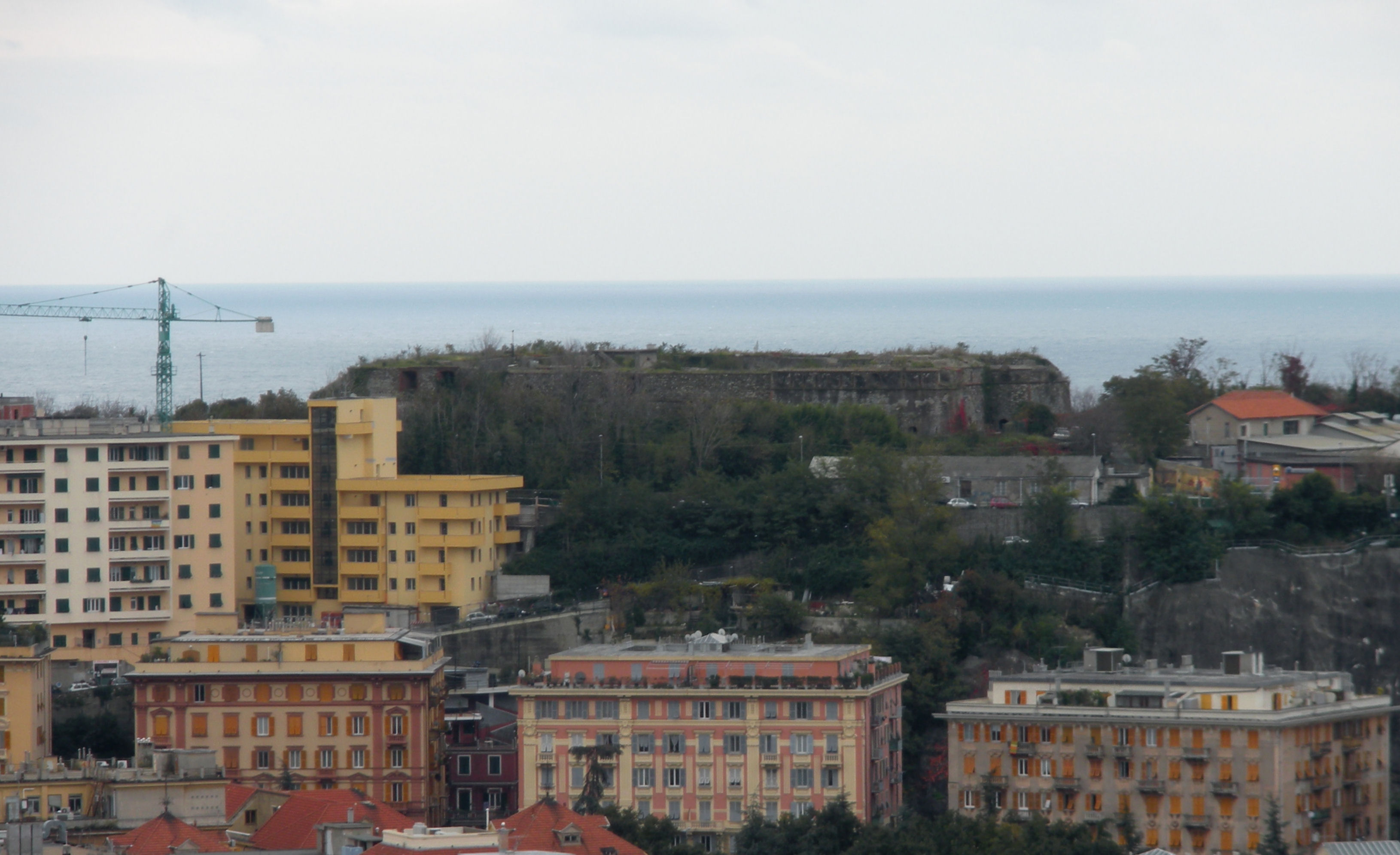
Il forte San Martino

Il borgo di San Martino d'Albaro, comune autonomo fino al 1874, ebbe in passato un ruolo importante, soprattutto per la posizione strategica lungo la viabilità del levante genovese.
Anticamente era chiamato San Martino de Hirchis, toponimo che secondo alcuni storici deriverebbe da Ercole, personaggio mitologico al quale sarebbe stato dedicato un tempio precristiano che sorgeva sul colle, la cui esistenza non è peraltro storicamente documentata.
La chiesa di San Martino è citata per la prima volta in un documento del 1128, ma si ritiene che sia sorta alcuni secoli prima; fu un'importante pieve, dalla quale dipendevano le parrocchie di San Fruttuoso, Albaro e Sturla e sede di un grande ospitale di via, citato in documenti del XIII secolo. Il luogo era infatti molto frequentato da viandanti e pellegrini: la strada proveniente da Genova, attraversato il Bisagno sul ponte di Sant'Agata, risaliva la collina da San Fruttuoso lungo la salita della Noce; da qui si dipartivano strade per diverse direzioni; le direttrici principali erano quella verso Bavari, che portava nell'alta val Bisagno (da dove si poteva proseguire per la valle Scrivia e la val Trebbia, quella verso Quarto e la Riviera di Levante e quella che attraverso Apparizione e il monte Fasce portava in val Fontanabuona.
Nel XIV secolo avvennero cruenti scontri tra opposte fazioni di guelfi e ghibellini che nel 1322 si contesero aspramente una fortezza esistente nella zona, della quale non rimangono tracce.
Il borgo intorno alla chiesa crebbe con il progressivo intensificarsi dei traffici e a partire dalla metà del XVI secolo, al pari del limitrofo borgo di S. Francesco d'Albaro, molti genovesi benestanti vi avevano trasferito la loro residenza. A quel periodo risale la costruzione di numerose ville patrizie, alcune delle quali ancor oggi esistenti.
(Agostino Giustiniani, "Annali della Repubblica di Genova", 1537)

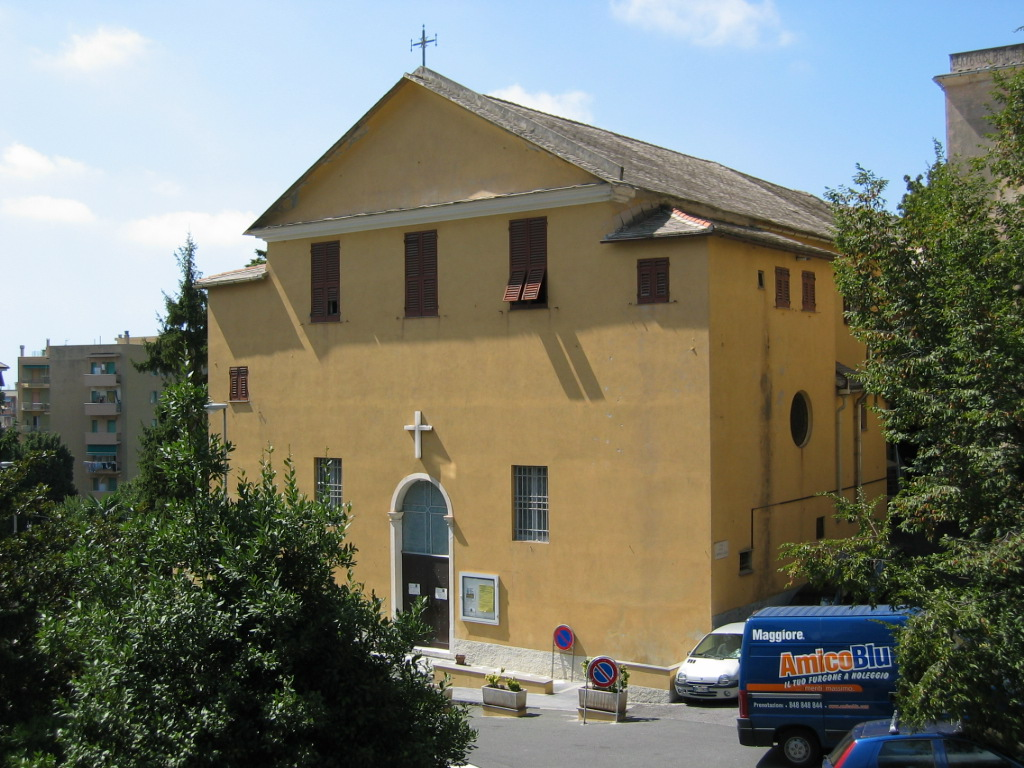
La chiesa della Santissima Annunziata del Chiappeto

Dal 1680 nel palazzo Cattaneo ebbe sede la podesteria del Bisagno, con giurisdizione sulla val Bisagno e sulla riviera di levante fino a Sori.
Gli eventi bellici degli anni 1684, 1746-1747 e 1800 coinvolsero anche la zona di San Martino, evidenziando la necessità di fortificare le colline circostanti. In tempi diversi nell'area di San Martino furono costruiti i forti Santa Tecla e San Martino, che facevano parte della linea difensiva che partendo dal forte Monteratti, sulla sommità dell'omonimo monte (564 m slm), arrivava al forte San Giuliano, prospiciente il mare nella zona di Albaro.
Con la riorganizzazione amministrativa voluta dal governo napoleonico, a partire dal 1800, San Martino divenne comune autonomo. La sede comunale, analogamente alla vecchia podesteria del Bisagno era posta nell'ex palazzo Cattaneo, oggi edificio scolastico.
Così autori ottocenteschi descrivevano il comune di San Martino d'Albaro nella prima metà del XIX secolo:
(Attilio Zuccagni-Orlandini, "Corografia fisica, storica e statistica dell'Italia e delle sue Isole")
(Goffredo Casalis, "Dizionario geografico, storico, statistico e commerciale degli stati di S.M. il Re di Sardegna", 1849)
A partire dal 1873, anno in cui il comune di San Martino d'Albaro, insieme ad altri cinque comuni della bassa val Bisagno fu inglobato nel comune di Genova, ebbe inizio l'espansione urbanistica della città verso levante, che avrebbe trasformato l'antico borgo rurale in un moderno quartiere residenziale; le case presero progressivamente il posto degli orti e dei frutteti e contemporaneamente furono tracciate nuove strade per collegare il quartiere con il centro di Genova, che soppiantarono le antiche "crêuze".
Nel 1907 avevano inizio i lavori per la costruzione dell'ospedale San Martino, completati nel 1923. Negli stessi anni fu costruito anche il complesso sportivo "Carlini", costruito nel 1912 ma inaugurato solo nel 1927.
Nel secondo dopoguerra, a metà degli anni cinquanta fu aperta corso Europa, una strada di scorrimento veloce a doppia carreggiata che attraversando l'intero quartiere (e praticamente tagliandolo in due) congiunge San Martino a Nervi. La strada all'epoca della sua costruzione fu detta "pedemontana" perché collegava i quartieri di levante attraverso la zona collinare, mantenendosi a distanza dalla costa. Su corso Europa si affacciano l'ospedale San Martino, lo stadio Carlini e la sede regionale RAI della Liguria. All'epoca della costruzione della strada ci furono aspre polemiche a causa di speculazioni edilizie che coinvolsero le aree attraversate.

## Monumenti e luoghi d'interesse

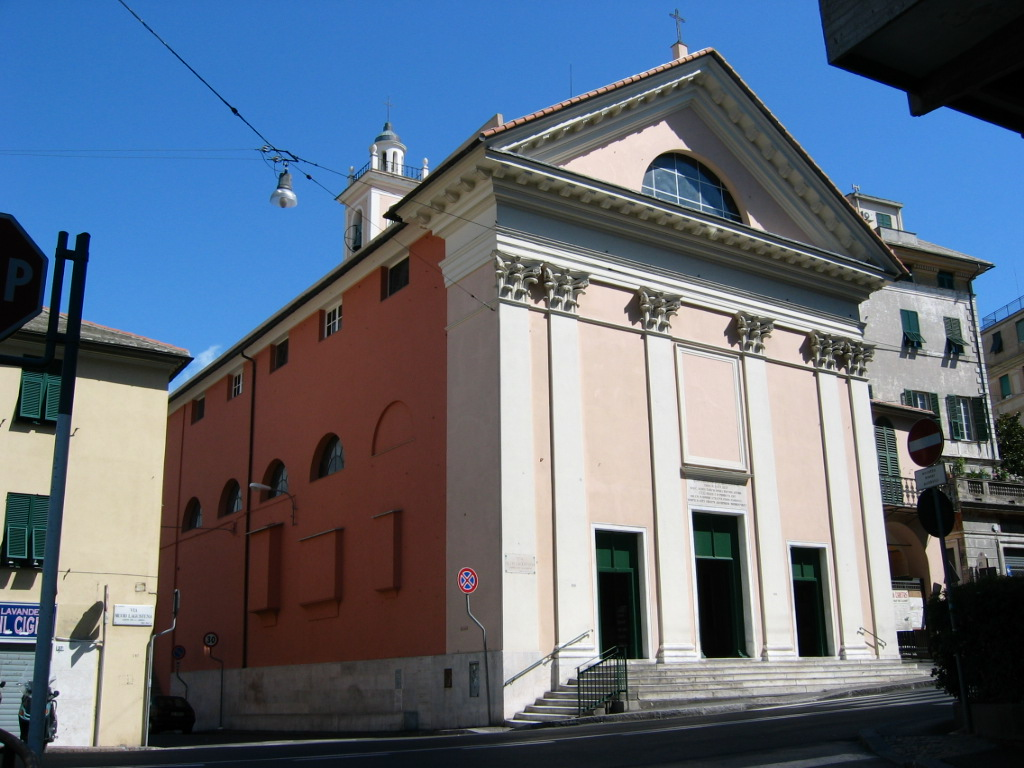
La chiesa parrocchiale di San Martino

### Architetture religiose
- Chiesa parrocchiale di San Martino d'Albaro, che si trova alla sommità del colle di San Martino, è citata per la prima volta in un documento del 1128 come "Sancti Martini de erclo". L'attuale chiesa risale al 1614 quando fu completamente ricostruita, e ancora ampliata nel 1846 e all'inizio del Novecento. Le decorazioni all'interno sono di Bernardo Castello e del figlio Valerio[5].
- Monastero di Santa Chiara, nei pressi della parrocchiale, fondato il 20 novembre 1299. Venne costruito per volontà di monsignor Tedisio Camilla, alto prelato della Curia romana e cappellano di papa Innocenzo IV. Il prelato aveva espresso nel suo testamento il desiderio che si costruisse un monastero nella sua villa presso la chiesa di San Martino d'Albaro.

- Chiesa parrocchiale della Santissima Annunziata del Chiappeto, presso la zona del Chiappeto, dove già nel XIV secolo sorgeva una cappella dedicata al beato Elzeario da Sabrano, terziario dell'ordine dei minori. Fu eretta in parrocchia il 19 gennaio 1987.

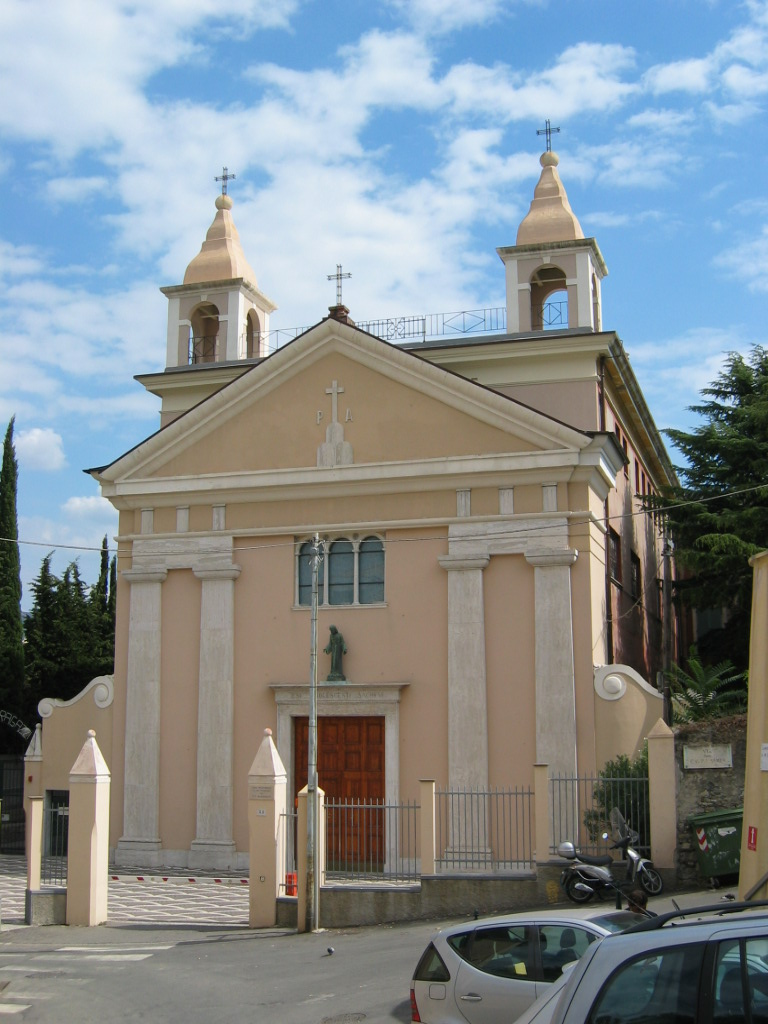
La chiesa parrocchiale di Gesù Adolescente (Albaro)

- Chiesa parrocchiale di Gesù Adolescente. In via padre Giovanni Semeria, è stata costruita nel 1939 ed è parrocchiale dal 1977; è officiata dai chierici regolari di San Paolo conosciuti come "Barnabiti", dei quali ospita la comunità genovese.

- Chiesa di San Francesco all'Ospedale San Martino, nota anche come chiesa dei Padri Cappuccini, è affidata all'Ordine dei frati minori cappuccini. Fu costruita quale chiesa dell'ospedale tra il 1928 e il 1931 su progetto dell'ingegner Ettore Musso in stile neoromanico.

### Architetture civili

#### Ospedale San Martino
Il grande ospedale civile, l'Ospedale San Martino, che ha sostituito quello di Pammatone, fu costruito a partire dal 1907 e inaugurato nel 1923. Nei decenni successivi furono eseguiti ulteriori ampliamenti, tra i quali, nel 1964, il nuovo pronto soccorso, e nel 1979 il grande edificio detto "Monoblocco", che sovrasta l'area ospedaliera e caratterizza il panorama del quartiere.
L'ospedale ospita al suo interno, nel palazzo dell'Amministrazione, un museo nel quale è esposto il patrimonio artistico consistente in oggetti e opere d'arte provenienti dal demolito ospedale di Pammatone e dalla chiesa di Santa Caterina di Portoria, oltre che da donazioni private..
Nel 1931 fu completata la costruzione della chiesa dell'ospedale, dedicata a san Francesco, che contiene al suo interno diverse opere d'arte provenienti da chiese e strutture ospedaliere soppresse, tra le quali dipinti di Bernardo e Valerio Castello e Alessandro Magnasco, oltre ad un Crocifisso ligneo di scuola del Maragliano..
All'interno dell'area ospedaliera si trova la villa appartenuta al doge Simone Boccanegra, il cui nucleo più antico risale al XIII secolo. L'edificio, che all'epoca della costruzione dell'ospedale era ridotto ad un rudere, fu ristrutturato negli anni trenta grazie ad un lascito. Nuovi lavori di restauro, riguardanti gli interni e l'area retrostante, sono stati eseguiti nel 2005..

### Architetture militari

#### Forte Santa Tecla

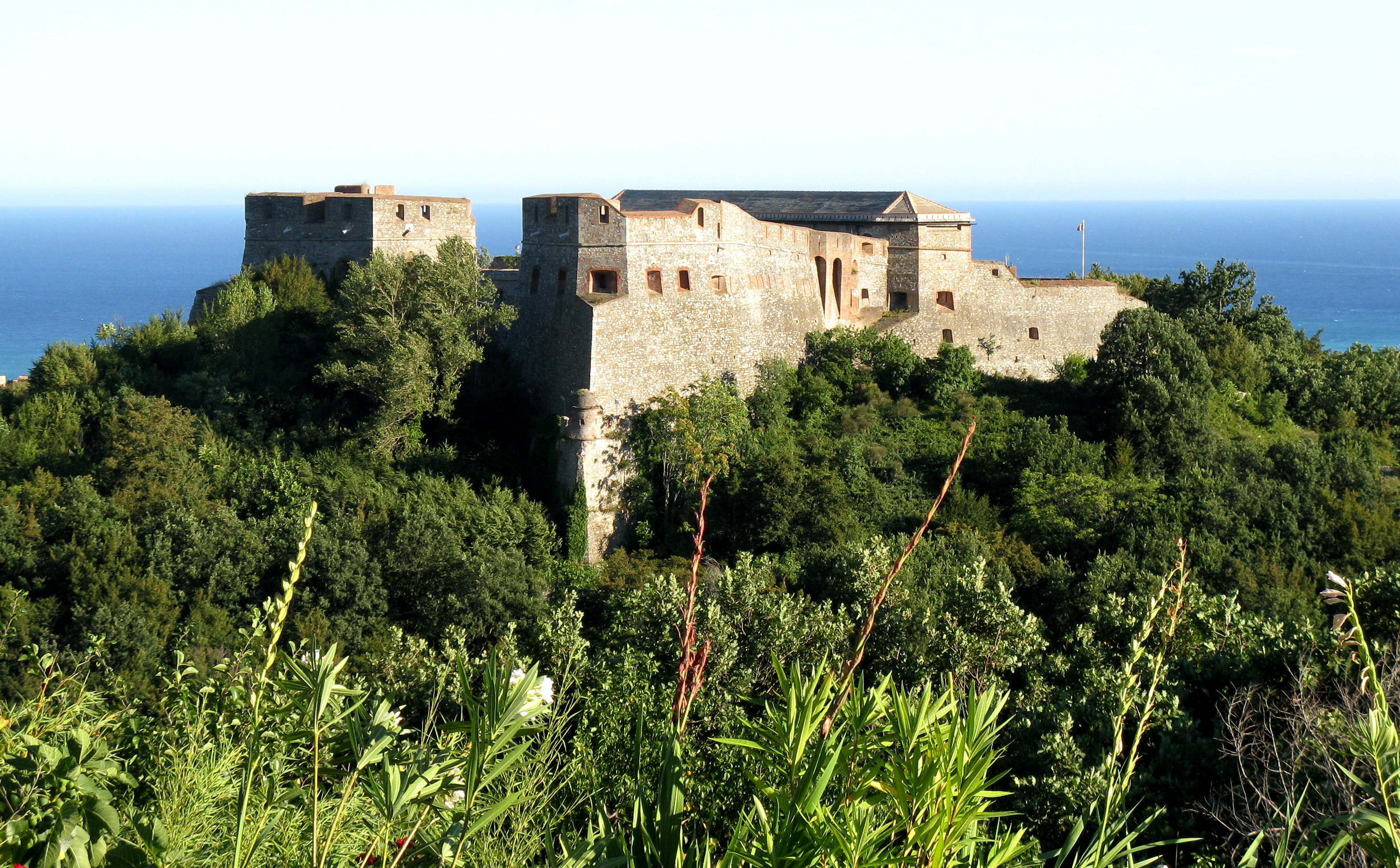
Il forte di Santa Tecla

Situato sulla collina alle spalle dell'ospedale San Martino, ad un'altitudine di 195 m s.l.m., domina il quartiere di San Martino (anche se amministrativamente ricade nel quartiere di San Fruttuoso) nel luogo in cui anticamente sorgeva una chiesetta dedicata a santa Tecla, di cui si hanno notizie dall'XI secolo e che nel 1359, abbandonata dagli Agostiniani, era stata incorporata nella proprietà del doge Simon Boccanegra. Passata ai Camaldolesi nel 1622, quando nel Settecento fu iniziata la costruzione del forte vi rimase racchiusa all'interno, finché fu demolita nella prima metà dell'Ottocento per l'ampliamento della struttura militare. La costruzione dei forti sulle colline a levante di Genova fu decisa nel 1747, quando in seguito all'assedio austriaco di Genova, nel contesto della guerra di successione austriaca, emerse la necessità di fortificare la dorsale tra la val Bisagno e la valle Sturla. La costruzione del forte Santa Tecla fu iniziata alla fine dello stesso anno, ma i lavori proseguirono a rilento, con varie modifiche al progetto iniziale. Nel 1751 erano state completate solo le mura perimetrali. Nuove proposte di ampliamento furono ritenute onerose e non necessarie dalle autorità dell'epoca e solo durante l'assedio del 1800 furono condotti alcuni lavori dalle truppe francesi. Il completamento del forte riprese nel 1815 per volere del governo sabaudo, dopo l'annessione della Repubblica Ligure al Regno di Sardegna e fu completato nel 1833, con la costruzione della caserma, di un'ulteriore cinta difensiva e di una batteria rivolta verso Sturla. Durante i moti popolari del 1849 il forte fu occupato dagli insorti, i quali l'abbandonarono all'approssimarsi dei soldati regi. Utilizzato saltuariamente da reparti militari fino alla prima metà del Novecento, fu poi dismesso dal demanio militare e trasformato in abitazione privata: restaurato una prima volta negli anni settanta e chiuso in attesa di una destinazione, fu danneggiato da atti vandalici. Nuovamente restaurato, è oggi custodito dai volontari della protezione civile.

#### Forte San Martino
Sorge sulla collina di Papigliano ed è ormai completamente circondato dal tessuto urbano. Diverse proposte per la realizzazione di una fortificazione in questa posizione a difesa di Albaro e San Martino furono avanzate fin dal 1771, ma solo nel 1820 il governo sabaudo diede inizio ai lavori, che terminarono nel 1832. A differenza di altre strutture militari genovesi, non è dominante sulla collina, ma infossato nella stessa e completamente circondato da un fossato, oggi nascosto dalla vegetazione. Durante la seconda guerra mondiale fu utilizzato come postazione contraerea; il 14 gennaio 1944 nel fossato sottostante il ponte levatoio furono fucilati dalle milizie fasciste otto partigiani come rappresaglia per l'uccisione di un ufficiale delle SS. Nel dopoguerra fu abitato da famiglie di sfollati e infine completamente abbandonato nel 1952. Oggi è di proprietà del Demanio Patrimoniale dello Stato e l'accesso è chiuso da un cancello.

## Geografia antropica

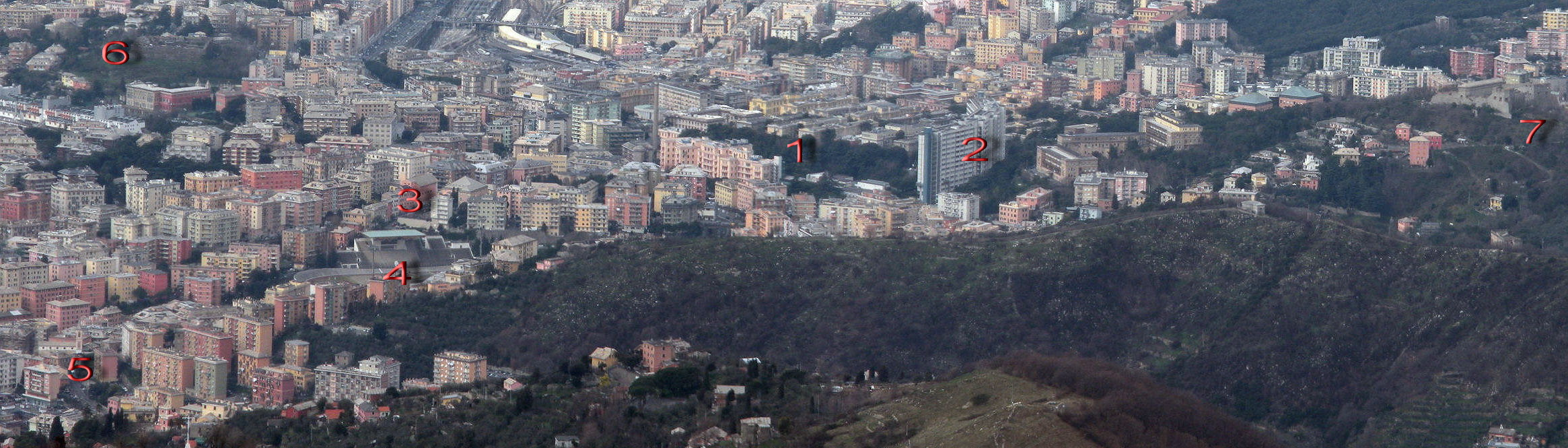
Veduta di San Martino dal monte Fasce (1 – Ospedale San Martino, 2 – Monoblocco, 3 – Chiesa di San Martino e centro storico, 4 – Stadio Carlini, 5 – Nucleo storico di Vernazza e chiesa di San Rocco, 6 – Forte San Martino, 7 – Forte Santa Tecla)

Il territorio dell'allora comune di San Martino era assai più vasto di quello della ex-circoscrizione e comprendeva anche le località di Sturla e Borgoratti, in seguito accorpate rispettivamente alle circoscrizioni di Quarto dei Mille e Valle Sturla.
L'area di San Martino nell'attuale ripartizione amministrativa del comune di Genova è limitata al nucleo storico situato accanto alla chiesa di San Martino d'Albaro e all'unità urbanistica del Chiappeto, la zona collinare ormai anch'essa completamente edificata e inglobata nel tessuto urbano. L'apertura di corso Europa stravolse l'antica viabilità, a stento individuabile tra le moderne vie. Sopravvivono alcune piccole case antiche, che creano un singolare contrasto con le costruzioni moderne del recente sviluppo edilizio.

### Frazioni

#### Chiappeto
Chiappeto è la parte più a monte del quartiere, alle prime propaggini del monte Ratti. Qui nel XVI secolo sorgeva un convento di Riformati, chiuso nel 1810 in seguito alle leggi napoleoniche di soppressione degli ordini religiosi e passato in proprietà all'arcidiocesi di Genova, che vi stabilì la sede del seminario minore, chiuso negli ultimi anni del Novecento e che oggi ospita una Residenza sanitaria assistenziale, dipendente dall'ospedale Galliera, con un centro di riabilitazione e una struttura per la cura dei malati di Alzheimer. La locale parrocchiale è intitolata alla Santissima Annunziata.

## Infrastrutture e trasporti

### Strade
Numerose strade urbane collegano il quartiere di San Martino con il centro di Genova, i vicini quartieri di San Fruttuoso, Marassi e Albaro e il levante genovese. La principale arteria è corso Europa, che attraversa tutto il quartiere e che a partire dagli anni sessanta ha sostituito la via provinciale che seguiva in parte l'antica via medievale (detta "Romana"), passando per la sommità della collina di San Martino.

## Sport

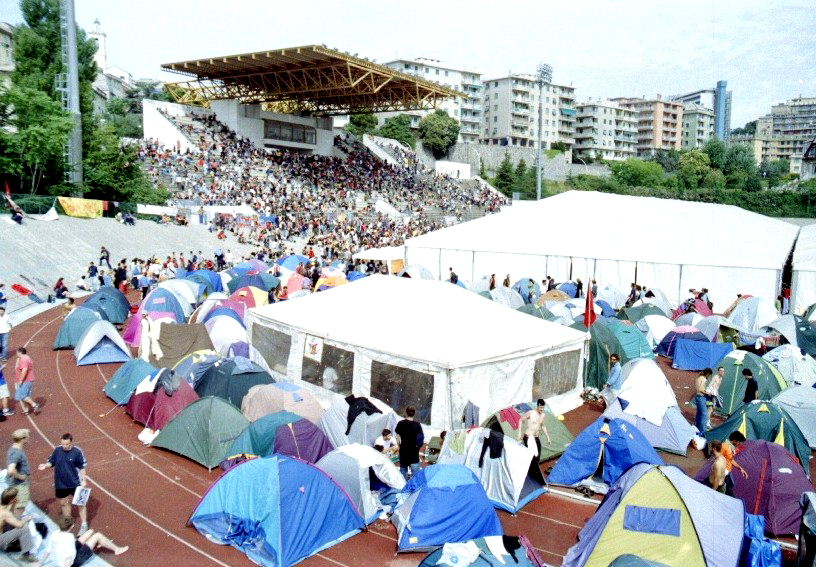
No-global a raduno allo stadio Carlini durante i giorni del G8 del 2001

### Impianti sportivi

#### Stadio Carlini
Lo stadio Carlini fu costruito nel 1912, ma inaugurato solo nel 1927, a causa di rallentamenti dei lavori dovuti a difficoltà nei finanziamenti. Con una capienza di 5.700 spettatori, è il secondo stadio di Genova dopo il Luigi Ferraris di Marassi.
La cerimonia di inaugurazione di quello che allora era chiamato "stadio della Nafta" (dal nome della società petrolifera, filiale italiana della Shell, che aveva contribuito finanziariamente al completamento dell'impianto) si tenne il 26 e 27 novembre 1927, alla presenza di numerose autorità, tra le quali il ministro dello sport Leandro Arpinati, il presidente del CONI Lando Ferretti, il podestà di Genova Eugenio Broccardi e il presidente della "Nafta". L'impianto si presentava all'avanguardia per quell'epoca, ed oltre al terreno di gioco per il calcio comprendeva una pista di atletica, due campi da tennis e tre campi da bocce; tuttavia negli anni immediatamente successivi l'ampliamento dello stadio Ferraris mise in ombra questa sia pur moderna struttura sportiva.
Su questo terreno disputò le partite casalinghe la società calcistica Andrea Doria nel Campionato Alta Italia 1945-46, prima della sua fusione con la Sampierdarenese per dar vita alla Sampdoria.
Nel 1982 è stato completamente ristrutturato e ospita ancor oggi numerose partite di rugby, essendo diventato il terreno di gioco del CUS Genova Rugby anche per le partite a livello giovanile.
Nel luglio 2001, durante il G8 di Genova ha ospitato un raduno delle cosiddette "Tute Bianche" di altri gruppi no global che da qui mossero in corteo per violare la "zona rossa".